# Алифира
Али́фира (греч. Αλίφειρα, ή Αλιφείρα) — село в Греции. Входит в общину (дим) Андрицена-Крестена в периферийной единице Элида в периферии Западная Греция. Находится на высоте 408 метров над уровнем моря, в западной части полуострова Пелопоннес, в 23 километрах к юго-востоку от Олимпии, в 40 километрах к юго-востоку от Пиргоса, в 79 километрах к югу от Патр и в 172 километрах к юго-западу от Афин. Население 82 человека по переписи 2011 года.
До 1927 года (ΦΕΚ 306Α) называлось Ронгозьон (Ρογγοζιόν, ή Ρογκοζιό). Переименовано по имени древнего города Алифера, раскопанного в 1932—1933 гг. на холме близ села.

## История
Древний укреплённый город Алифера (др.-греч. Άλίφειρα, ή Άλίφηρα, лат. Aliphera) находился в юго-западной части древней Аркадии, горной области в центре полуострова Пелопоннес, на границе с Трифилией. Относился к Кинурии, области Аркадии. Находился примерно в сорока стадиях к югу от Алфея, к юго-востоку от современного села Алифира.
Следов доисторических поселений в области не найдено. Самые ранние находки относятся к геометрическому периоду. Согласно археологическим данным древний город существовал с позднеархаического (VI—V век до н. э.) до римского периода, процветал в классический и эллинистический периоды. Развалины города находятся на вершине узкого и крутого холма, известного как крепость Неровица (греч. Κάστρο της Νεροβίτσας). Не упоминается Гомером. Согласно преданию, переданному Павсанием, Алифер, сын Ликаона основал город, дав ему своё имя. Жители Алиферы после битвы при Левктрах в 371 году до н. э. участвовали в основании Мегалополя, поэтому население города значительно уменьшилось. В III веке до н. э. город процветал, о чём свидетельствуют роскошные гробницы. До 244 года до н. э. принадлежал мегалополитанцам, затем Лидиад, тиран города Мегалополя, передал город элидянам, поэтому он входил в Этолийский союз. Во время Союзнической войны против Этолийского союза (220—217 до н. э.), зимой 219—218 гг. до н. э. завоеван Филиппом V. Возвращён мегалополитанцам в 199 году до н. э. С 191 года до н. э. входил в Ахейский союз, перестал чеканить монету. В римский период входил в провинцию Ахея.
В раннехристианском и византийском периодах область Алиферы была заброшена, снова была заселена в XVII веке в период османского владычества. До 1932 года существовали две церкви — Святой Елены и Святого Николая. Церковь Святой Елены была построена на месте храма Афины и была разрушена в 1932 году, чтобы раскопать древний храм. Крестообразная церковь Святого Николая находилась на северном склоне. Городские стены Алиферы впервые нанёс на карту в 1808 году английский топограф Уильям Мартин Лик. Также стены с древней Алиферой соотнесли Джон Энтони Крамер, Людвиг Росс и Людвиг Курциус.
Укрепления, главные храмы города — Асклепия и Афины, а также могильные памятники и надписи раскопаны и изучены Анастасиосом Орландосом в 1932—1933 гг.

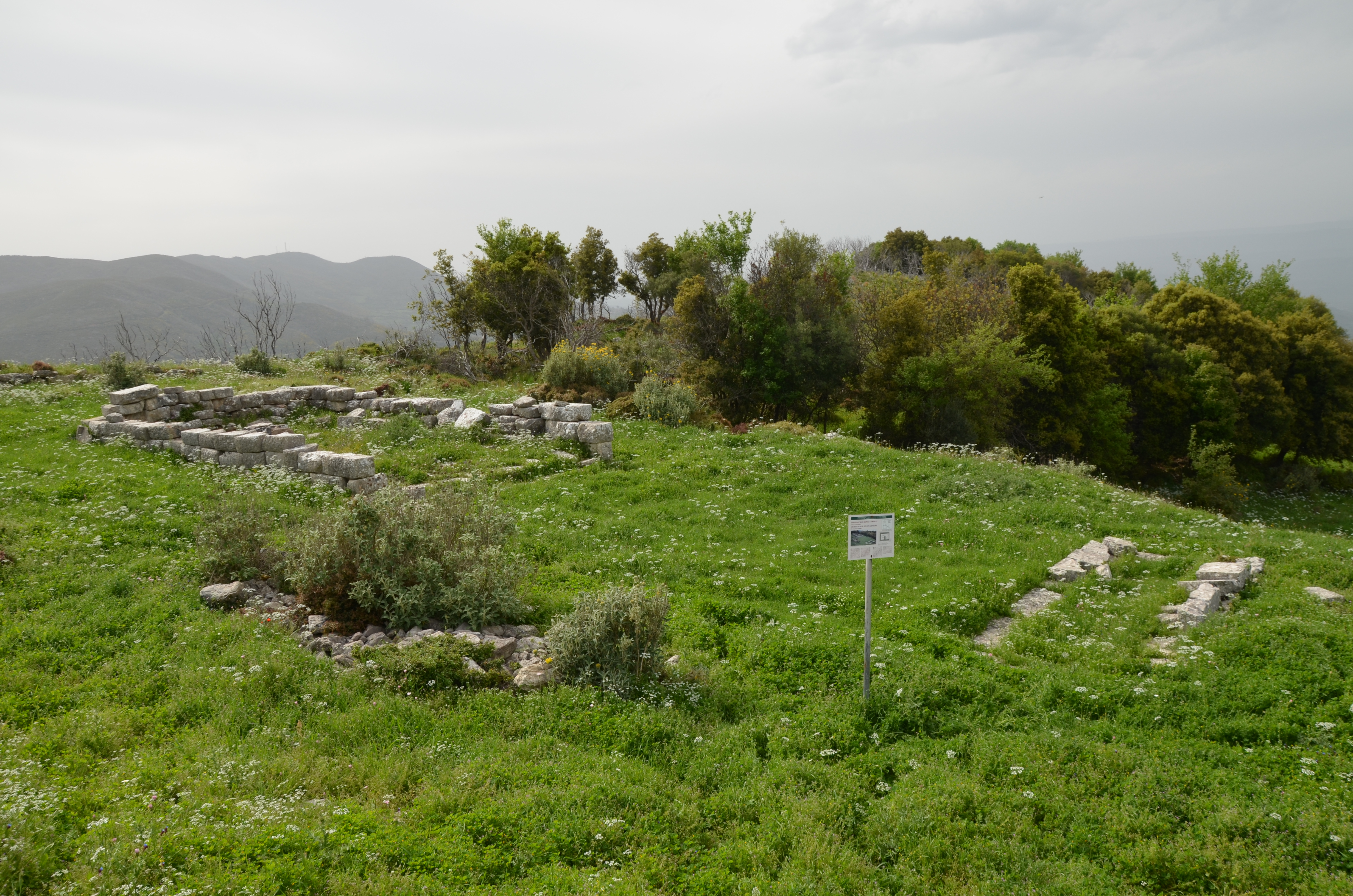
Храм Асклепия в древней Алифере. IV век до н. э.

В восточной части укреплённого акрополя Алиферы находился храм Афины. По местному сказанию, Афина родилась и воспиталась в Алифере. Поэтому алиферейцы воздвигли жертвенник Зевсу Лехеату (Рождающему), как родившему здесь Афину, а реку Тритонас называли Тритонидой (др.-греч. Τριτωνίς) из-за предания о том, что богиня родилась у реки Тритон (Τρίτων), которая по другим версиям находилась в Беотии или в Ливии. Около 550 года до н. э. был построен храм простого типа с деревянным ксоаном. В 490 году до н. э. построен большего размера храм с колоннадой. Вход находился с северной стороны. Высоко ценилась колоссальная медная статуя Афины работы Гипатодора и Сострата, находившаяся в храме. Павсаний писал, что это «произведение и по величине и по искусству отделки заслуживающее осмотра». Алиферейцы совершали торжественный всенародный праздник в честь одного из богов. Во время этого празднества они приносили жертвы Мухолову.
К западу от храма Афины продолжался акрополь, далее вниз по склону холма был город. К западу от города находился храм Асклепия простого типа в антах с двумя колоннами ионического ордера между пилястрами, построенный в IV веке до н. э.. Внутри храма был найден каменный пьедестал культовой статуи, которая, вероятно, была из слоновой кости на деревянном каркасе. В девяти метрах к востоку от храма находился большой прямоугольный алтарь. Храм и алтарь были окружены периболом. К югу от храма было квадратное здание с внутренним перистилем, возможно, гостевой дом или жилище священников.

## Сообщество Алифира
Сообщество Ронгозион создано в 1912 году (ΦΕΚ 262Α), в 1915 году (ΦΕΚ 143Α) переименовано в Бардзи. В 1927 году (ΦΕΚ 207Α) вновь создано сообщество Ронгозион, в 1927 году (ΦΕΚ 306Α) переименовано в Алифира. В сообщество входит село Пефкион. Население 96 человек по переписи 2011 года. Площадь 11,287 квадратных километров.
| Наименование | Население (2011), человек |
| ------------ | ------------------------- |
| Алифира      | 82                        |
| Пефкион      | 14                        |

## Население
| Год  | Население, человек |
| ---- | ------------------ |
| 1991 | 94                 |
| 2001 | 261                |
| 2011 | ↘ 82               |